# 展軒
展軒（Zhan Xuan，1997年01月13日—），本名展智偉，中國男演員。早年以 Coser 身份活躍，期間曾組成男子團體，現以影視演出為主要職業發展。
粉絲名為「小刺蝟」，應援色為克萊因藍。2025年8月，成立個人工作室「展軒工作室」。

## 演出作品

### 電影
| 年份 | 劇名                 | 飾演 | 導演 |
| 2021 | 《龙的新娘：龙之岛》 | 靖海 | 西岛 |

### 電視劇/網路劇
| 年份 | 劇名           | 飾演   | 導演   |
| 2019 | 《彩虹的重力》 | 季簫   | 林清振 |
| 2025 | 《火舞倾城》   | 乌崇墨 | 潘嬿茜 |
| 2025 | 《逆愛》       | 郭城宇 | 藏头诗 |
| 2025 | 《宅心仁斗》   | 齊公子 | 生凌志 |
| 待播 | 《魅影神捕》   | 燕子歌 | 郑伟文 |

### 短劇
| 年份 | 劇名                               | 飾演   |
| 2023 | 《举杯畅饮的姐姐们》               | 梁坤   |
| 2023 | 《天降厨神独宠我》                 | 邵石   |
| 2024 | 《我的机器人男友》                 | 宁遠航 |
| 2024 | 《姐姐，我只想做你的男主角》       | 宋璟寒 |
| 2024 | 《罪爱难逃》                       | 秦朗   |
| 2024 | 《全员读心后，少将军跪求不和离》   | 陸庭淵 |
| 2024 | 《我跟闺蜜双穿后，大搞基建》       | 封胥   |
| 2025 | 《明月再无归处》                   | 裴居安 |
| 2025 | 《诱捕月光》                       | 周宴允 |
| 2025 | 《攀京枝》                         | 樓宴京 |
| 2025 | 《云归浅夏繁花》                   | 许云熙 |
| 2025 | 《二嫁明月》                       | 謝韞之 |
| 2025 | 《心中的日月》                     | 陸景南 |
| 2025 | 《我很想爱他》                     | 桑牧野 |
| 2025 | 《兼桃情絲斷》                     | 霍惊鴻 |
| 2025 | 《亲妈重生后，深陷儿子争宠修罗场》 | 季廷陽 |
| 2025 | 《蓝屏溺爱》                       | 顧枕墨 |

### 舞台劇
- 2017 鴨嘴獸男孩——放飛夢想[8]
- 2017 《王者榮耀》舞台劇《長城守衛軍》— QGC 冬季賽總決賽開場秀[9]

### 真人漫畫
- 2017《最萌身高差》 飾：歐辰
- 2018《bloody-lips血契》 飾：林夜北
- 2018《医冠楚楚》 飾：宋清宴
- 2019《養妹成妻》 飾：葉銘皓

## 音樂作品

### 單曲
| 年份 | 發行日期 | 曲目           | 作詞       | 作曲 | 備註           |
| 2025 | 7月9日   | 地球最后的夜晚 | 俞鵬、展軒 | 俞鵬 | 《逆愛》片尾曲 |

### 劇場音樂作品
- 《放飞梦想》 (2017年3月7日發行，鸭嘴兽男孩舞台剧同名主题曲，由D.BOY演唱)[10]

## 公開活動
見面會
- 2025年8月17日於曼谷舉辦「曼谷流光・奇境绽放」粉絲見面會[11]，與《逆愛》搭檔劉軒丞同台

演藝與嘉賓活動
- 2021 第十一屆北京國際電影節[12]
（以《十字路口》劇組演員身分出席）
- 2025 微博文化交流之夜（泰國站）[13]
- 2025 第四屆銀杏音樂節[14]

## 獎項及榮譽
| 日期          | 頒獎典禮             | 獎項名稱           |
| 2025年8月16日 | 2025微博文化交流之夜 | 年度突破新生力艺人 |

## 外部連結
- 展軒的新浪微博
- 展軒的Instagram帳戶
- 展軒的抖音账号
- 展軒的小红书账号
- 展轩工作室的官方微博